# Левицький Олександр (священник)
Олександр (Александер) Левицький (23 березня 1862, Броди — 1946, Олесько нині Буського району Львівської області) —  український священник, парох Олеська, громадський діяч.

## Біографія
Іспит зрілості одержав 1880 року. Духовну науку вивчав у Греко-католицькій духовній семінарії у Львові, яку закінчив 1884 року. Висвячений у сан 3 грудня 1888 р.
До березня 1889 р. помагав у душпастирстві в парафії Корсів Бродівського деканату у храмі ап. Святого Луки. Із березня 1889 р. Александер розпочав виконання обов'язків «системизованого сотрудника» (помічника пароха) в Олеську. В цей час священником в Олеську служив о. Атаназій Пашковський.
У 1896 р. Олександр Левицький виконував функції адміністратора. Під час перебування на цих душпастирських посадах отримав численні подяки від духовної влади, зокрема: Узнанє і похвала Всесвятої Митрополичої Консисторії, Узнанє і похвала Високопреосвященного Митрополичого Ординаріята, Грамоту права уживання сутани єрейської з відзнаками крилошаньськими.
Грамотою від 16 липня 1896 р. його призначено на посаду пароха в Олеську. З 1928 до 1934 року йому «як сотрудник» допомагав у духовній діяльності отець Андрій Іздрик, впродовж 1937—1944 років — отець Володимир Слоневський.
Отець Олександр був одружений із Луцією, донькою бл. п. Іоанна Літиньського, совітника Імператорського Двора при Найвищому трибуналі у Відні. На 1901 рік він з дружиною виховували п'ятеро малолітніх дітей.
Отець був активним громадським діячем. Він належав до низки товариств, зокрема «Товариства Святого Павла», «Товариства Святого Петра», «Просвіти», «Сільського Господаря» в Олеську, «Товариства Господарського» в Золочеві, «Руської Ради» в Золочеві, був членом Наглядової Ради при Касі взаємодопомоги в Олеську.
У 1909 р. Левицький посідає посаду віцедекана, а з 1912 р. призначений деканом. Отець успішно справляється зі своїми обов'язками очільника деканату до 1936 р., у 1944 р. стає членом Митрополичої Консисторії.
При церкві в Олеську функціонував церковний магазин, директором якого був отець Олександр. Разом із греко-католицькими священниками та іншими активними краянами отець Олександр брав участь у заснуванні товариства «Сільський Господар», яке пізніше поширило свою діяльність на всю Східну Галичину. У 1903 р. товариство перенесло свій центр до Львова, де були кращі можливості для організаційної, видавничої, правозахисної та інших видів діяльності.
Олеський священник брав активну участь у роботі комітету зі спорудження пам'ятника Маркіяну Шашкевичу на Білій (Підлисецькій) горі. Він належав до комітету побудови пам'ятника, члени якого об'єднались під назвою товариства ім. М. Шашкевича, що стало матірним товариства «Просвіта».
У 1918 році священник Олександр Левицький став організатором Першолистопадового повстання в Олеську, під час якого невдовзі зорганізував місцевих членів «Сокола» до 4-ї Золочівської бригади Галицької армії.
Помер священник у 84-річному віці. Похований в Олеську.